# Jan Soszyński
Jan Ryszard Soszyński ps. Sos (ur. 3 kwietnia 1924 w Warszawie, zm. 1 sierpnia 1944 tamże) – strzelec I kompanii batalionu "Bicz" Zgrupowania VIII ("Krybar"), uczestnik powstania warszawskiego, saper w 119. plutonie saperów.

## Życiorys
Jan Soszyński poległ 1 sierpnia 1944 w rejonie ul. Oboźnej jako ochotnik poderwany do walki przez swojego dowódcę w pierwszym ataku zgrupowania Krybar na bardzo dobrze uzbrojony przez Niemców Uniwersytet Warszawski. Miał 20 lat. Był jednym z pierwszych poległych w powstańczej walce. Został pośmiertnie odznaczony Orderem Virtuti Miliatri V klasy z rozkazu Dowódcy AK nr 524 z 27 sierpnia 1944. Nr krzyża: 12477. 1 sierpnia 2016 prezydent RP Andrzej Duda odznaczył go pośmiertnie Krzyżem Srebrnym Orderu Virtuti Militari.